# Avellaneda (departamento de Río Negro)
Avellaneda é um departamento da Argentina, localizado na
província de Río Negro.

## Localidades
- Choele Choel
- Lamarque
- Luis Beltrán
- Chimpay
- Coronel Belisle
- Darwin
- Pomona
- Barrio Unión
- Chelforó